# هواوي بي 20
هواوي بي 20 وبي 20 برو (بالإنجليزية: Huawei P20 ،Huawei P20 Pro)‏ هو هاتف ذكي يعمل بنظام أندرويد أنتجته شركة هواوي، والذي أعلن عنه في 27 مارس 2018، خلفًا لهاتف هواوي بي 10 من سلسلة هواوي بي.

## المواصفات

### الكاميرا
يتميز بي 20 بكاميراته التي تتميز بتقنية الذكاء الاصطناعي لإجراء تحسينات آلية على الصور كما روجت له الشركة، ويأتي بي 20 برو بكاميرتين، الأولى عريضة الزاوية بدقة 40 ميجا بكسل، والثانية بدقة 8 ميجا بكسل مع تقريب بصري.